# نشنال فودز
نشنال فودز (انگلیسی: National Foods) شرکت صنایع غذایی پاکستانی است، که در سال ۱۹۷۰ تأسیس شد.